# Manuel de la Cruz Martínez
Manuel de la Cruz Martínez (Orà, Algèria, 27 de març de 1909 - Barcelona, 22 de desembre de 1970) fou un futbolista espanyol de la dècada de 1930, que jugava com a porter.

## Trajectòria
Nascut a Orà, Algèria, i desenvolupà la seva carrera esportiva a Catalunya. Va jugar a destacats clubs barcelonins del moment, com foren l'FC Martinenc, el CE Europa, la UA Horta, la UE Sants i la UE Sant Andreu. També fou jugador del FC Barcelona entre 1932 i 1934.
El diumenge 25 de març va jugar un partit amb la selecció de Catalunya, a benefici de la Mutual Esportiva enfront de la UA Horta.